# Carterova zahraniční politika vůči Latinské Americe
Zahraniční politika Jimmyho Cartera se lišila od politik jeho předchůdců, jelikož se rozhodl dále nepokračovat v zahraniční politice uplatňované v předchozích obdobích a zaměřil americkou zahraniční politiku primárně na podporu lidských práv, což se odrazilo také v postoji Spojených států amerických vůči regionu Latinské Ameriky. Carter tedy prosazoval takovou formu zahraniční politiky, která byla určitým způsobem spjata s podporou lidských práv v dané zemi. Carterova administrativa se v této souvislosti zaměřila v porovnání s ostatními prezidenty výrazněji na latinskoamerické země, čili na region, který byl jeho předchůdci často opomíjen. Není tedy divu, že důraz na lidská práva se stal klíčovou charakteristikou zahraniční politiky směřující také do regionu Latinské Ameriky. Velká část zemí byla v 70. letech vedena levicovými vládami, které byly navíc podporovány Carterovými předchůdci v expanzi této politické moci a dále také v represi lidských práv.

## PMR-17
Carter dokázal, že vzájemné vztahy se zeměmi Latinské Ameriky jsou pro Spojené státy americké důležité, a to vydáním nového prezidentského memoranda PMR-17. Tento dokument měl za cíl shrnout dosavadní vztahy mezi těmito regiony a vyhodnotit, zda je současná strategie americké zahraniční politiky vhodně zvolena a zda generuje efektivní výsledky. Spojené státy americké aplikovaly vůči latinskoamerickým zemím specifický přístup, který nepoužívaly vůči jiným rozvojovým státům ve své zahraniční politice. Specifičnost poskytování této pomoci byla zakotvena již v Monroeově doktríně, kdy se Spojené státy americké zavázaly pomáhat regionu Latinské Ameriky výměnou za podporu amerických bezpečnostních zájmů v boji proti ostatním silným státům z jiných kontinentů.
Tento přístup byl kritizován, jak globalisty, tak Carterovými rádci, dle názorů jeho oponentů nebyl výhodný ani pro jednu ze zúčastněných stran. Země Latinské Ameriky by se neměly upnout pouze na jednu vyspělou ekonomiku, ale měly by se naopak snažit partnerské vztahy diferenciovat. Stejně tak by měly Spojené státy americké nabídnout preferenční režimy také ostatním rozvojovým zemím. Carter proto uposlechl rady členů své administrativy a přeorientoval se na budování vztahů mezi tzv. severem a jihem, založené na podpoře všech rozvojových zemích. Ovšem v tomto konceptu měla být věnována větší pozornost směrem k latinskoamerickým zemím, a to především v oblasti bezpečnostních otázek.
Carter tedy zformuloval zcela nový postoj vůči latinskoamerickým zemím založený na principu propojenosti obou regionů. Ovšem obě teritoria měla mít mezi sebou nezávislé vztahy a během veškeré spolupráce měly vykazovat zájem a být aktivní. Carter během své administrativy změnil postoj vůči Latinské Americe a začlenil ji v rámci zahraniční politiky mezi agendu ostatních rozvojových zemí, což lze bezpochyby považovat za jeden z jeho největších přínosů v zahraniční politice vůči regionu Latinské Ameriky. Jak lze vidět na příkladech vztahů mezi Spojenými státy a latinskoamerickými zeměmi (např. Mexikem či Kubou), Carterovi se nedařilo vyjednávat dle jeho představ. Carter nebyl schopný prolomit politiku svých předchůdců vůči Latinské Americe, kteří se orientovali především na podporu Sovětského svazu a vytvářeli tak spíše tenze mezi latinskoamerickými zeměmi a Spojenými státy americkými.

## USA a Mexiko
Jedním ze států, kterému věnovaly Spojené státy americké významnou pozornost, bylo Mexiko. Jak politická, tak ekonomická situace tohoto státu byla velmi špatná, a vzhledem k tomu, že Carter považoval stabilitu jednoho ze svých sousedních států za klíčovou, postavil Mexiko do středu zájmů americké zahraniční politiky. V Mexiku byly objeveny velké zásoby ropy, což vedlo roku 1978 k zahájení jednání o výstavbě ropovodů vedoucích z Mexiky do severní části amerického kontinentu. Ovšem tato jednání nebyla úspěšná a Carterovi se nepodařilo navázat s mexickým prezidentem Portillem takové vztahy, které by vedly k vyřešení sporů mezi těmito dvěma státy vzniklých již v minulosti. Mexičtí představitelé se snažili příliš nefixovat na Spojené státy americké, a to z několika důvodů. Byli si vědomi toho, že zásoby ropy z nich činí stát, se kterým budou chtít navázat Spojené státy americké přátelské vztahy i v budoucnu. Tyto dva státy navíc prosazovaly značně odlišné politiky vůči středoamerickým státům, jako například Salvadoru či Nikaragui.